# Björn Rasch

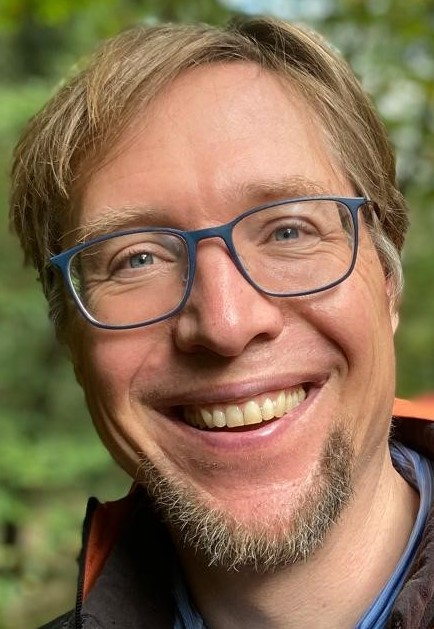
Björn Rasch 2024

Björn Rasch (* 4. Januar 1975 in Lüneburg) ist ein deutscher Psychologe und Hochschullehrer, der in der Schweiz tätig ist. Er ist Inhaber einer Professur an der Universität Freiburg (Schweiz). Sein Fachgebiet ist die Kognitive Biopsychologie, dort insbesondere die Schlafforschung.

## Leben
Björn Rasch studierte von 1997 bis 2003 an der Universität Trier Psychologie, was er mit dem Diplom abschloss. Im Rahmen des Studiums verbrachte er ein Jahr an der Rutgers University New Yersey. Anschliessend war er als Forschungsassistent am Institut for Neuroendokrinologie der Universität Lübeck bei Jan Born bis 2008 beschäftigt, wo er seine Doktorarbeit abfasste. Im Jahr 2008 wurde er in Trier bei Dirk Hellhammer zum Dr. rer. nat. mit dem Thema Geruchsinduzierte Reaktivierung von Gedächtnisinhalten im menschlichen Schlaf mit der Note summa cum laude promoviert.
Es schloss sich eine Tätigkeit als Lektor und Postdoc in der Abteilung Kognitive Neurowissenschaften (Dominique De Quervain) sowie der Forschungsplattform Molekulare und Kognitive Neurowissenschaften (Andreas Papassotiropoulos) an der Universität Basel bis 2011 an. Im gleichen Jahr habilitierte er sich dort und erhielt die Venia Docendi für Psychologie.
2011 wechselte er an die Universität Zürich auf eine vom Schweizerischen Nationalfonds geförderte Professur und leitete die AG Biopsychologie. Für ein Projekt des Nationalfonds "A brain state-dependent role of reactivation for memory formation", was bis 2015 Laufzeit hatte, erhielt er eine Fördersumme von 1,6 Millionen Franken.
Björn Rasch erhielt 2013 den Ruf auf eine ordentliche Professur für Biologische und Klinische Psychologie an die Universität Trier, den er ablehnte.

### Tätigkeit an der Universität Freiburg (Schweiz)
2013 nahm Rasch stattdessen den Ruf auf eine Professur für Kognitive Psychologie an der Universität Freiburg (Schweiz) an, die er seitdem innehat. Die Ausrichtung ist Kognitive Biopsychologie und Methoden. In Freiburg richtete er ein Schlaflabor ein.
Er leitete das Projekt «Schlafen und Lernen», das an den Universitäten Zürich und Freiburg durchgeführt und vom Schweizerischen Nationalfonds und der Universität Zürich finanziert wurde im Rahmen des klinischen Forschungsschwerpunktes «Schlaf und Gesundheit». Ziel war die Identifizierung der psychologischen und neurophysiologischen Mechanismen, die der positiven Rolle des Schlafs für unser Gedächtnis und unsere mentale Gesundheit zu Grunde liegen.
Weitere Projekte des Schweizerischen Nationalfonds als Hauptantragsteller waren Neural mechanisms of self-control depletion and its mitigation von 2012 bis 2016 gemeinsam mit Malte Friese, Oscillatory mechanisms underlying memory retention and reactivation during sleep von 2015 bis 2018 sowie Excessive Media Use in Times of Netflix. “Binge watching”: Motives, Experience, and its Effects on Sleep von 2018 bis 2020 gemeinsam mit Andreas Fahr.
Sein Hauptthema ist der Schlaf aus Sicht der Psychologie: Wie beeinflussen unsere Gedanken, Vorstellungen und Emotionen unseren Schlaf? Wie können wir ihren Einfluss erklären? Wie verbessert Schlaf unser Gedächtnis? Wie können wir diese Erkenntnisse im Alltag nutzen?

### Funktionen
Rasch ist seit 2020 Mitglied der Evaluationskommission "Eccelenza" der Sektion I des Schweizerischen Nationalfonds, von 2019 bis 2022 war er dies für das Programm "Ambizione".
In der Milton Erickson Gesellschaft für klinische Hypnose ist er seit 2023 Vorstandsmitglied und seit 2018 Vorsitzender des Wissenschaftlichen Beirates. Er stellt sich als Referent der Gesellschaft für klinische Hypnose und Hypnotherapie Schweiz im Rahmen der Fort- und Weiterbildung zur Verfügung.
Rasch ist Vorsitzender des Steuerungsausschusses Netzwerk Schlaf als Zusammenschluss von Fachpersonen und Entscheidungsträger, die sich im Bereich Schlaf engagieren, der am 23. Oktober 2024 in Bern gegründet wurde.
Seit 2023 hat er die Position eines principal investigators im MCSA Netzwerk Lullabyte (Wiegenlied), was Auswirkungen von Musik auf den Schlaf erforscht. MCSA steht dabei für Marie Skłodowska-Curie Action, eine Aktion der EU, um Talente bei herausragender Forschung zu fördern.
Präsident des Institutsrates vom Zentrum für Testentwicklung und Diagnostik (ZTD) ist er seit 2018.
Im Departement für Psychologie der Universität Freiburg (Schweiz) übte und übt er zahlreiche weitere Funktionen aus, so die des Departementspräsidenten (2016–2018), des Vizepräsidenten (2014–2016) und des Präsidenten der Ethikkommission (2014–2016) sowie des Verantwortlichen für das Studienprogramm Psychologie.

### Auszeichnungen
2007 erhielt er den Jungwissenschaftlerpreis der Fachgruppe "Biologische Psychologie und Neuropsychologie" der Deutschen Gesellschaft für Psychologie, 2015 den Vontobel-Preis für Alter(n)sforschung, Universität Zürich.
2015 erhielt er vom europäischen Forschungsrat ein Stipendium über 1,5 Millionen Euro, eine der höchsten Forschungsförderungen der EU.

### Privates
Björn Rasch ist verheiratet und Vater zweier Töchter.  In seiner Freizeit spielt er als Bassist in einer Band.

## Veröffentlichungen (Auswahl)
Die Forschungs- und Publikationsschwerpunkte von Rasch sind die Schlafforschung, die Hypnose und statistische Methoden. Mit Stand Juni 2024 hat Rasch 135 peer-reviewte  Artikel verfasst, davon 15 als Erstautor, 60 als letzter bzw. korrespondierender Autor.

### Bücher (Auswahl)
- B. Rasch: Schlaf: Rasch erklärt. Hogrefe Verlag, Göttingen 2021.  (hogrefe.com)
- B. Rasch, M. Friese, W. Hoffmann, E. Naumann: Quantitative Methoden. Band 1 und Band 2. 5. Auflage. Springer Verlag, 2021. (Titelzusatz ab 3. Auflage: Einführung in die Statistik für Psychologen und Erziehungswissenschaftler; Titelzusatz ab 5. Auflage: Einführung in die Statistik für Psychologie, Sozial- & Erziehungswissenschaften)
- D. Revensdorf, B. Peter, B. Rasch: Hypnose in Psychotherapie, Psychosomatik und Medizin : Manual für die Praxis. 4. Auflage. Springer Verlag, 2023.
- N. Axmacher, B. Rasch (Hrsg.): Cognitive Neuroscience of Memory Consolidation. Springer International Publishing, 2017.

### Artikel (Auswahl)
- B. Rasch, C. Büchel, S. Gais, J. Born: Odor cues during slow-wave sleep prompt declarative memory consolidation. In: Science. Band 315, 2007, S. 1426–1429.
- S. Diekelmann, C. Büchel, J. Born, B. Rasch: Labile or stable: opposing consequences for memory when reactivated during waking and sleep. In: Nature Neuroscience. Band 14, Nr. 3, S. 381–386 2011.
- B. Rasch, J. Born: About sleep’s role in memory. In: Physiological Reviews. Band 93, 2013, S. 681–766.
- T. Schreiner, M. Lehmann, B. Rasch: Auditory feedback blocks memory benefits of cueing during sleep. In: Nature Communications. Band 6, 2015, S. 8729.
- M. J. Cordi, B. Rasch: How robust are sleep-mediated memory benefits? In: Curr Opin Neurobiol. Band 67, Apr 2021, S. 1–7